# 중화인민공화국의 대외 원조
중화인민공화국의 대외 원조는 중화인민공화국에서 제공하는 정부(공식) 및 민간 개발원조와 인도주의적 지원을 모두 포함한다.
대부분의 주요 국가-국가 원조원과 달리, 중국의 공식 원조는 OECD의 공적개발원조 (ODA) 프로토콜에 따라 규제 및 측정되지 않는다. OECD 추산에 따르면, 2020년 중국의 공식 개발 원조는 48억 달러로 증가했다. 이러한 측면에서 이 프로그램은 노르웨이 및 캐나다와 유사한 금전적 규모를 가지고 있다. 그러나 중국은 양보적이지 않은 대출 형태로 더 많은 개발 자금을 제공한다. 중국 정부는 원조를 남남 협력 틀과 "수혜국의 내정에 간섭하지 않는" 특징을 가진다고 설명한다.
2018년, 중국은 국가의 대외 원조 조정을 위한 주요 책임을 맡을 중국국제개발협력국 (CIDCA)을 설립했다. 다른 정부 기관들도 중국의 대외 원조를 관리하는 역할을 계속하고 있다.

## 역사
중화인민공화국이 1949년 건국된 이래 중국의 대외 원조 접근 방식은 국내 상황 및 국내 정치의 변화에 따라 여러 번 변경되었다.(p. 8)
마오쩌둥 시대 동안 중국은 사회주의 및 반제국주의 대의를 지원하기 위해 다른 국가에 원조를 제공하는 데 집중했다. 초기 사례는 1956년 수에즈 위기 동안 이집트에 2천만 스위스 프랑을 기부한 것이다. 1960년대에는 중국이 아시아와 아프리카의 수십 개 제3세계 국가에 더 광범위하게 원조를 제공하고 있었다.(p. 8) 중국이 대외 원조 프로그램을 시작했을 때, 중국은 해외 대외 원조를 제공하는 유일한 빈국이었으며, 심지어 중국보다 GDP가 더 높은 국가에도 지원을 제공했다.(p. 168) 중국도 대외 원조를 받았지만, 이 기간 동안 대외 원조의 순 기부국이었다.(p. 8)
냉전 동안 중국의 대외 원조는 종종 지정학적 요인, 특히 중화인민공화국의 국제적 인정 문제(대만 정부의 중화민국과 대조적으로)에 의해 동기 부여되었다.(p. 105)
1956년부터 1976년까지 중국은 제3세계에 36억 6천 5백만 달러의 대외 원조를 제공했다. 중국은 이 원조 자금의 10%를 중동 국가에 제공했다.
1970년부터 1975년까지 중국은 동아프리카의 TAZARA 철도 건설에 약 5억 달러를 지원했으며, 2012년 기준으로 중국의 역사상 최대 단일 원조 프로젝트로 간주되었다. 1974년(마오쩌둥의 중국 지도자 재임 기간 말기)에는 원조가 국민총생산의 2%라는 놀랍도록 높은 비율에 도달했다. 이 비율은 이후 크게 감소했지만, 중국의 번영이 커지면서 원조의 절대량은 증가했다.
개혁개방 시대 동안 중국은 혁명 지향적 대외 원조가 더 이상 재정적으로 실현 가능하지 않다고 판단했다.(p. 8) 원조의 동기는 이념을 홍보하는 것보다는 더욱 실용적으로 변했다. 해외 원조는 감소하고 지속 가능한 소규모 프로젝트로 방향이 전환되었다.(p. 8) 중국은 또한 일본과 세계은행을 포함한 개발 자금의 양을 늘려 순 원조 수혜국이 되었다.(p. 8)
중국은 1990년대에 대외 원조 접근 방식을 다시 변경했다.(p. 8) 냉전 이후 중국의 대외 원조 참여는 특히 자원 안보와 같은 경제적 이해관계에 의해 점점 더 동기 부여되었다.(p. 105)
중국은 2005년에 다시 외국 개발 금융의 순 제공국이 되었다.(p. 8)
2010년대 중반 이후 중국은 대규모 대외 원조 약속을 연이어 발표했다. 2015년 9월, 유엔 창립 70주년 정상회담에서 중국은 빈곤 감소, 농업, 무역, 기후, 보건, 교육 분야에서 각각 100개의 프로젝트를 포함하는 "육백(6개100)" 이니셔티브를 약속했다. 또한 남남 협력 지원 기금과 중국-유엔 평화 개발 기금을 설립하고 개발도상국을 위한 훈련 및 장학금 프로그램을 확대했다.
2017년 5월, 제1회 일대일로 국제 협력 포럼에서 중국은 생계 프로젝트 및 긴급 식량 지원을 위해 600억 위안의 원조를 약속하고 남남 협력 자금을 늘렸다.
중국국제개발협력국 (CIDCA)은 2018년에 중국의 대외 원조 과정을 효율화하기 위해 설립되었으며, 상무부와 외교부 및 국무원도 관련되어 있다. 2018년 이후, 원조 조정에서 점점 더 중요한 역할을 해왔으며, 대외 정책 목표에 더 중점을 두고 대외 무역 목표에는 덜 중점을 두었다.(p. 18)
2019년, 제2회 일대일로 국제 협력 포럼에서 중국은 농업, 보건, 재난 감소, 수자원 분야에서 협력을 심화하기 위한 이니셔티브를 발표하고 기후 변화에 대한 일대일로 남남 협력 계획을 시작했다. 또한 장학금 프로그램을 지원하고 파트너 국가에서 10,000명의 참가자를 중국 내 교류에 초청할 것을 약속했다.
2020년 5월, 코로나19 범유행에 대응하여 중국은 2년에 걸쳐 20억 달러의 국제 지원을 약속하고, 중국 내 유엔 인도주의 허브 구축을 지원하며, 개발도상국과의 의료 협력을 강화하고, 코로나19 백신을 글로벌 공공재로 취급할 것을 약속했다. 150개 이상의 국가 및 국제 기구에 지원이 제공되었다.
2020년대에 중국은 대외 원조를 더 넓은 남남 협력의 일환으로 점점 더 구성하면서, 여전히 세계 최대의 개발도상국임을 주장하고 있다. 원조 노력은 글로벌 공공재로 홍보되는 일대일로와 더욱 밀접하게 연계되었다. 또한 중국은 특히 코로나19 범유행과 같은 세계적 도전에 대응하여 유엔 2030 지속 가능한 개발 의제 이행 지원을 강조했다.

## ODA와의 비교
중국 원조는 대부분의 선진국이 제공하는 원조와 달리 OECD의 개발원조위원회 분류에 따르지 않으며, 국제 통계에서 공적개발원조 (ODA)로 계산되지 않는다. OECD 틀 내에서 운영되지 않기 때문에 중국은 자국의 대외 원조를 ODA라고 부르지 않고, 대신 대외 원조/지원(duiwai yuanzhu)이라고 설명한다.(p. 115) 중국은 "기부자"라기보다는 남남 협력 틀 내에서 활동하는 것으로 본다.
중국은 어떠한 정치적 조건도 부과하지 않고, 수혜국의 내정에 간섭하지 않으며, 독립적으로 자체 개발 경로와 모델을 선택할 권리를 전적으로 존중하는 원칙을 고수한다. 중국이 대외 원조를 제공하는 기본 원칙은 상호 존중, 평등, 약속 준수, 상호 이익, 그리고 상생이다.— 백서: 중국의 대외 원조 (2014)

중국-아프리카 협력 포럼 (FOCAC)의 창립 선언문은 중국의 시각에서 개발도상국에 대한 부당한 대우를 초래하는 지배적인 글로벌 대외 원조 모델에 대한 중국의 비판을 명시한다.(pp. 82–83)
각국은 자국의 조건에 비추어 개발 과정에서 자국의 사회 시스템, 개발 모델 및 생활 방식을 선택할 권리가 있다. . . . 또한, 경제 원조에 대한 인권 조건을 정치화하는 것은 인권 침해를 구성하므로 강력히 반대해야 한다.
OECD 모델을 포함한 서구 원조 모델과 대조적으로 중국은 정치적 변화나 시장 자유화에 원조를 조건으로 두지 않는다.(p. 98)
돈 C. 머피 교수는 "중국의 관점에서, 이는 단지 대외 원조의 대안 모델을 제공하는 것이 아니다. 이는 현재 시스템과 그 시스템 내에서 개발도상국에 대한 부당한 대우를 직접적으로 비판하는 것이다"라고 요약한다. 중국이 원조 수혜국에 요구하는 유일한 정치적 약속은 하나의 중국 원칙을 준수하는 것이다. 중국은 그 외에 거버넌스 문제에 대한 양보를 요구하지 않는다.
중국의 금융 원조 접근 방식은 시간이 지나도 변하지 않았지만, 중국 자체의 경제 발전 필요성이 증가함에 따라 원조 범위는 확대되었다.
2017년 현재 중국은 대외 원조에 대한 포괄적인 데이터를 제공하지 않는다. OECD는 2018년 중국의 ODA 유사 원조 규모가 44억 달러로 추정된다. ODA로 계산될 경우, 이는 그해 기부국 목록에서 노르웨이와 캐나다 사이에 중국을 10위에 올려놓을 것이며, 340억 달러를 제공한 미국보다 훨씬 뒤처진다. 그러나 중국은 충분한 양허 요소가 부족하거나 상업 거래와 연계되어 있기 때문에 ODA 자격이 없는 훨씬 더 많은 양의 개발 자금을 제공한다. 윌리엄 & 메리 칼리지의 연구실인 AidData의 2017년 연구에 따르면, 중국의 ODA 유사 원조는 수혜국의 경제 성장을 촉진하는 데 효과적이었다.
브루킹스의 2023년 블로그 게시물은 29개 연구에서 나온 1,149개의 추정치를 메타 회귀 분석하여 중국 대외 원조가 수혜국에 미치는 영향을 조사한다. 이 연구는 중국 원조가 개발 결과에 작고 이질적인 영향을 미치며, 경제 성장에 약간 긍정적인 영향을 미친다는 것을 발견했다. 이는 중국 정부 자금 지원 운송 프로젝트가 개발도상국의 인프라 격차를 해소하는 데 기여한다는 주장과 어느 정도 일치하지만, 삼림 벌채 및 중국에 대한 대중 인식과 약간 부정적인 상관관계를 보였다. 중국 및 OECD 원조 모두 경제적 결과에 약간 긍정적인 영향을 미쳐, 둘 다 자금을 지원하는 인프라 프로젝트가 개발에 기여하지만 그 효과는 작다는 것을 시사한다. 그러나 중국 원조는 중국에 대한 부정적인 인식 및 삼림 벌채와 같은 불리한 환경 영향과 관련하여 차이를 보이며, 이는 OECD 원조의 더 긍정적인 소프트 파워 효과 및 혼합된 환경 결과와 대조된다. 두 가지 형태의 원조 모두 거버넌스 또는 사회적 결과에 강력하게 영향을 미치지 않으며, 중국 원조는 서구 원조에 대한 일부 발견과는 달리 분쟁이나 안정성에 유의미한 영향을 미치지 않는다. 중국 원조 영향의 이질성은 측정된 개발 결과 유형, 원조 측정의 변동, 다른 추정 방법, 지리적 지역 및 저자 소속에 의해 영향을 받으며, 다양한 맥락에서 원조 효과를 평가하는 복잡성을 강조한다.

## 관리 및 예산
상무부 (MOFCOM)의 대외 원조국 (1982년 설립)(p. 9)은 2018년까지 대외 원조를 조정하고 지급하는 주요 정부 기관이었다.(p. 73) 이 부서는 2018년에 CIDCA에 통합되었고, CIDCA가 이제 이 분야에서 주요 역할을 맡는다.(p. 74) 2021년 12월 대외 원조 관리 조치에 따르면, (1) CIDCA는 원조 정책, 지침, 연간 계획 및 예산 초안 작성을 담당하고, (2) MOFCOM은 대외 원조 프로젝트를 실행하고 이를 수행할 기업을 선정하며, (3) 외교부는 외교적 필요에 따라 권고하고 영사관 및 대사관은 해외 프로젝트를 감독한다.(pp. 146-147)
수많은 다른 정부 기관들도 대외 원조 및 개발 지원을 관리하는 역할을 한다.(p. 73) 중화인민공화국 국가발전개혁위원회는 기후 협력 문제에 대한 원조를 조정한다.(p. 73) 중화인민공화국 재정부는 다자간 금융 기관에 기부를 한다.(p. 73) 인도주의적 지원은 외교부가 주도한다.(p. 73) 중화인민공화국 교육부는 정부 장학금을 제공한다.(p. 73) 중화인민공화국 국가위생건강위원회는 중국의 해외 의료팀을 조정한다.(p. 73)
중국수출입은행, 정책 은행은 양허 대출 형태로 해외 지원을 제공한다.(p. 74)
중국의 원조 프로그램 세부 사항(얼마나, 누구에게, 무엇을 위해 주어지는지)이 비밀리에 부쳐져 있어 파악하기 어렵다.
2021년 백서 '신시대 중국 국제 개발 협력'에 따르면, 2013년부터 2018년까지 중국은 보조금, 무이자 대출, 양허 대출을 포함하여 총 2,702억 위안의 대외 원조를 할당했다. 이 중 1,278억 위안(47.3%)이 보조금으로, 113억 위안(4.2%)이 무이자 대출로, 1,311억 위안(48.5%)이 양허 대출로 제공되었다.
이 기간 동안 중국은 아시아(30), 아프리카(53), 라틴 아메리카 및 카리브해(22), 오세아니아(9), 유럽(8)의 122개국과 20개 국제 및 지역 기구에 원조를 확대했다.
공식 담론과 중국 학계 담론에서 대외 원조는 일반적으로 중국을 기부국으로 묘사하지 않고, 대신 상호 지원, 공동 개발, 남남 협력과 같은 용어를 사용한다.(p. 97) 중국의 2011년 대외 원조 백서에서는 대외 원조를 평등과 상호 이익을 준수하고 수혜국에 정치적 조건을 붙이지 않는 모델로 특징짓는다.(p. 97)
랜드 연구소가 발행한 "중국의 대외 원조 및 정부 후원 투자" 연구는 2011년 중국이 약속한 전통 원조와 훨씬 더 광범위하게 정의된 정부 후원 투자의 총액이 1,893억 달러라고 추정한다.
AidData의 2017년 연구("중국 원조에 대한 가장 상세한 연구")에 따르면, 2000년에서 2014년 사이에 중국은 약 750억 달러를 증여했고, 약 2,750억 달러를 대출했다. 같은 기간 미국의 증여액 4,240억 달러와 비교된다. 이 중국 원조 중 5분의 1인 750억 달러는 증여 형태(영국과 거의 동일)였으며, 나머지는 시장 이자율보다 낮은 양허성 대출이었다.
2019년, 중국은 약 59억 달러의 대외 원조를 제공했다.(p. 256)

## 원조 형태 및 수혜국
공식 자료는 재정 지원을 보조금, 무이자 대출, 양허 대출의 세 가지 범주로 나눈다.(p. 97)
양허 대출은 중국의 세수로 보조금을 받아 차용자에게 저렴하다.(p. 74) 이 대출은 중국수출입은행에서 제공하며, 경제적으로 생산적인 프로젝트와 대규모 인프라에 사용되며, 국내 기준보다 낮은 이자율로 국가가 그 차액을 보조한다. 2009년 기준으로 중국은 76개국에 이러한 대출을 제공하여 325개 프로젝트에 자금을 지원했으며, 주로 운송, 통신 및 에너지 부문이었다.
보조금은 주로 학교, 병원, 저렴한 주택, 수도 시스템과 같은 중소 규모 사회 복지 프로젝트를 지원하는 데 사용되며, 기술 협력, 인적 자원 개발 및 인도주의적 지원에도 사용된다. 무이자 대출은 일반적으로 경제적으로 안정적인 개발도상국의 인프라 및 생계 프로젝트에 할당되며, 종종 유예 기간 및 상환 기간을 포함하여 20년 조건으로 제공된다.
데보라 브라위티갬은 중국의 원조 유형을 "의료팀, 훈련 및 장학금, 인도주의적 지원, 청소년 자원봉사자, 채무 탕감, 예산 지원, 턴키 또는 '완전한 공장' 프로젝트 [인프라, 공장], 현물 원조 및 기술 지원"의 9가지로 식별한다.
보조금 또는 무이자 대출은 원조 노력 시작부터 2009년까지 농업, 수자원 분배, 회의 건물, 교육 시설, 전력 공급, 운송, 산업 시설 및 기타 프로젝트 범주에서 2,025개의 완전한 인프라 프로젝트에 자금을 지원했다. 아마도 가장 유명한 프로젝트 유형은 스타디움 외교라고도 불리는 축구 경기장일 것이다. 주목받는 유사한 프로젝트 유형은 극장 및 오페라 하우스 건설이다.
2019년까지 중국은 모든 서구 개발 기관을 합친 것보다 더 많은 자본을 신흥 시장 및 개발도상국에 제공했다.(p. 1)

### 사례

#### 아프리카
2009년 원조의 약 45%가 아프리카 국가에 지원되었고, 2019년에는 대부분이 아프리카 국가에 지원되어 아프리카에 집중되어 있다.(p. 256) AidData 보고서에 따르면 2014년 현재 중국의 공식 개발 원조의 대부분은 아프리카로 향했다. 사하라 이남 아프리카에서 중국 원조의 최대 수혜국은 내림차순으로 코트디부아르, 에티오피아, 짐바브웨, 카메룬, 탄자니아, 가나, 모잠비크, 콩고 공화국이다.(p. 170)
2015년 12월, 요하네스버그에서 열린 중국-아프리카 협력 포럼 (FOCAC) 정상회의에서 시진핑 주석은 3년간 시행될 "10가지 협력 계획" 패키지를 발표했다. 여기에는 산업화, 농업 현대화, 인프라, 금융 협력, 녹색 개발, 무역 및 투자 촉진, 빈곤 감소, 공중 보건, 문화 교류, 평화 및 안보에 대한 지원이 포함되었다.
2018년 9월, 베이징 FOCAC 정상회의에서 중국은 향후 3년간 및 그 이후에 실행될 "8대 주요 이니셔티브"를 발표했다. 이는 산업 개발, 인프라 연결성, 무역 촉진, 녹색 성장, 역량 강화, 보건, 민간 교류, 안보 협력에 중점을 두었다.
2020년 6월, 코로나19에 대한 연대 중국-아프리카 특별 정상회의에서 중국은 아프리카 국가들의 팬데믹 대응을 지원하겠다는 약속을 재확인하고, 공중 보건, 경제 회복, 생계 개선 분야에서 협력을 우선시하겠다고 약속했다. 정상회의는 공유된 미래를 가진 더욱 긴밀한 중국-아프리카 공동체 건설을 강조했다.
에볼라, 황열병, 지카 바이러스, 흑사병과 같은 보건 위기에 대응하여 중국은 피해 국가에 긴급 인도주의적 지원을 제공했다. 서아프리카의 에볼라 발생 이후 중국은 13개 아프리카 국가에 총 1억 2천만 달러에 달하는 5차례의 지원을 전달했으며, 약 1,200명의 의료진과 공중 보건 전문가를 파견하고 수천 건의 치료 및 검사를 지원했다. 중국은 또한 라이베리아의 병원을 20여 일 만에 완공하는 등 실험실 및 치료 센터를 건설했다. 중국-시에라리온 실험실은 나중에 시에라리온 정부에 의해 국립 참조 실험실 및 생물안전 훈련 센터로 지정되었다.
2022년 8월, 중화인민공화국 외교부는 2021년 말에 만료된 무이자 대출 23건을 17개 미지정 아프리카 국가에 탕감하겠다고 발표했다.

#### 아시아

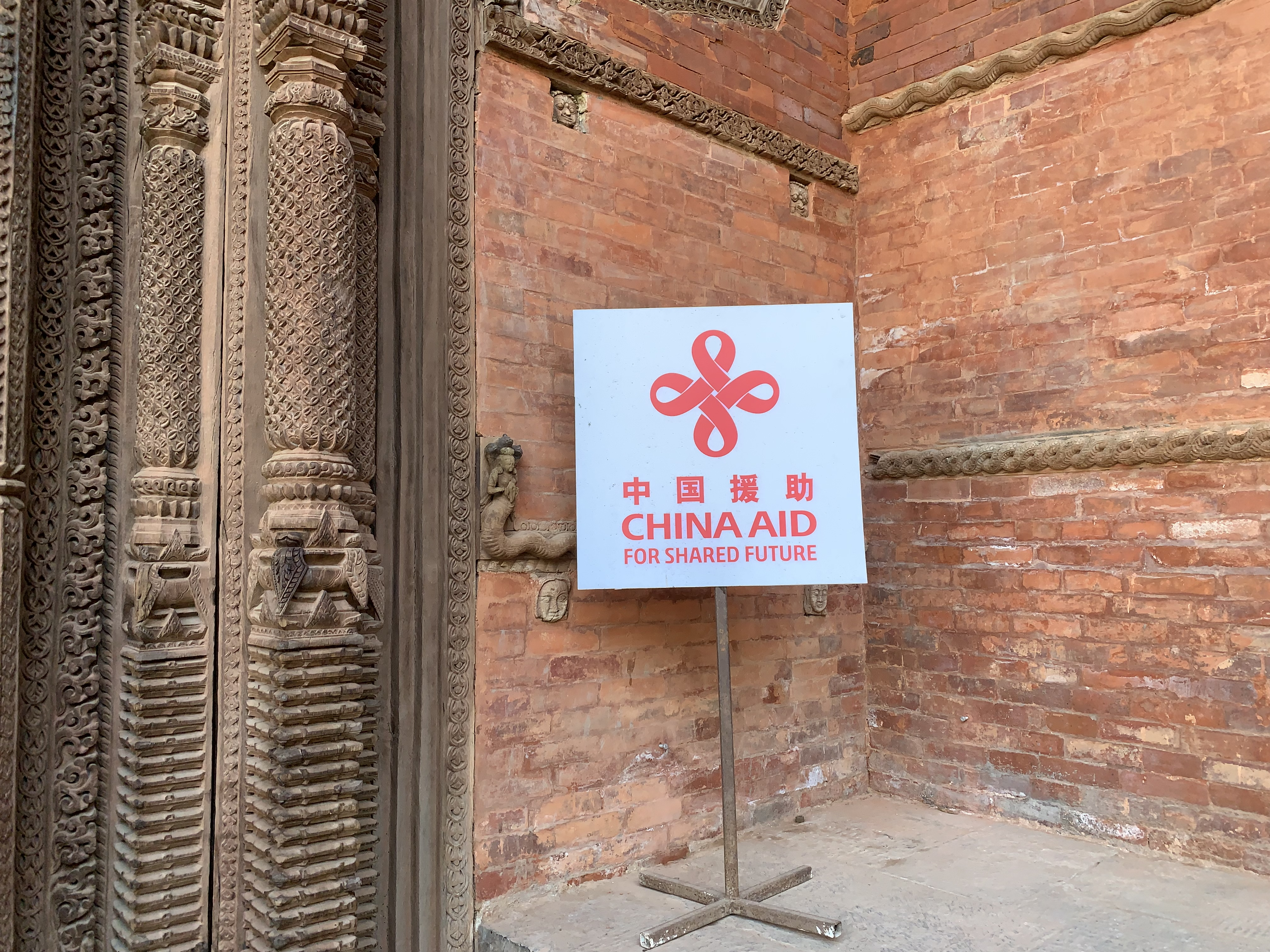
"중국 원조는 공유된 미래를 위한 것이다"라는 표지판, 하누만 도카, 카트만두, 네팔 (2023)

2005년 12월, 중국은 지역 빈곤 완화 기금으로 아시아 개발 은행에 2천만 달러를 기부했다. 이는 중국이 국제 기관에 설립한 최초의 기금이었다.
인프라 개발을 위한 중국의 재정 지원은 2000년대 중반부터 남아시아, 특히 소규모 남아시아 국가들의 공급 능력을 크게 증가시켰다. 네팔은 카트만두에서 라싸까지의 철도에 대한 중국의 자금 지원을 포함하여 중국 원조 증가의 혜택을 받았다. 중국은 2009년 스리랑카 내전이 끝난 이후 스리랑카에 중요한 대외 원조 공여국이었다. 방글라데시에서도 중국의 대외 원조는 점점 더 중요해지고 있다. 중국은 다른 프로젝트와 함께 방글라데시에 6개의 주요 "우정의 다리"를 건설했다. 중국은 이들 국가와 무역 흑자를 기록하고 있기 때문에, 중국의 대외 원조 제공은 소규모 남아시아 국가들에 의해 중국과의 양자 관계가 상호 이익이 되도록 보장하는 수단으로 간주된다.
1970년대부터 2022년까지 중국은 태평양 섬나라에서 100개 이상의 원조 프로젝트를 시행한 것으로 알려져 있다.
2000년부터 2014년까지 캄보디아는 중국 원조로 자금을 지원받은 132개의 프로젝트를 받았으며, 이는 다른 어떤 중국 원조 수혜국보다 많은 수의 프로젝트였다.(p. 103)
아르메니아 경제에서 중국의 역할은 성장과 발전의 주요 원동력이었다. 2000년대 초반부터 중국은 아르메니아의 최대 해외 기부국이 되었으며, 2000년부터 2017년 사이에 20억 달러 이상의 해외 원조를 제공했다.

## 같이 보기
- 개발원조기관 목록
- 개발원조 공여국 목록
- 중화인민공화국에 대한 대외 원조
- 일대일로
- 중화인민공화국의 대외 정책